# Annie DiRusso
Annie DiRusso és una músic d'indie rock estatunidenca de Nashville (Tennessee).
DiRusso va llançar les seues dues primeres cançons, Gone/Blue Walls, el 2017. La seua tercera cançó es va publicar el 2018, titulada Dead Dogs. Va publicar la seua quarta cançó el 2018 titulada Don't Swerve. També el 2018, va estrenar una cançó titulada "Jonathan". Va publicar la seua cançó 20 el 2020. A finals del 2020, va publicar una nova cançó anomenada Judgments From The World's Greatest Band. La seua darrera cançó, Nine Months del 2021 es va convertir en un èxit viral a l'aplicació TikTok.